# Дворец Тинц
Дворец Тинц (нем. Schloss Tinz) — дворец в городе Гера, построенный в районе Тинц в 1745—1748 годах. Начавший строительство граф Генрих XXV Ройсс-Гера умер до его завершения; сын графа дополнил дворец просторным парком с обширными водоёмами. За время своего существование здание успело послужить аристократической резиденцией, лагерем для военнопленных, госпиталем и реабилитационным центром, народной и партийной школой, трудовым лагерем, зданием суда и университетским кампусом.

## История
Закладка первого камня в основание будущего дворца Тинц произошла в 1745 году — его строительство началось на месте, где ранее располагалась средневековая усадьба, принадлежавшая Каммергуту Тинцу. Создание проекта резиденции аристократической семьи Ройсс и наблюдение за её строительством было поручено Герхарду Хоффманну (в литературе его имя часто пишут как «Герардо Хоффманн»). Начавший строительство граф Генрих XXV Ройсс-Гера (1681—1748) умер до завершения работ; его сыну принадлежала идея разбить западнее барочной резиденции обширный парк. В последующие годы дворец Тинц служил как летней резиденции династии Ройссов, так и постоянной резиденцией пфальцграфини Луизы Кристианы Биркенфельд-Гельнхаузен (1748—1829), вдовы Генриха XXX. После её смерти здание редко посещалось членами дома Ройсс, но его неоднократно использовали в военных целях: так во время Франко-прусской войны в его стенах размещалось до 204 французских военнопленных, а в начале Первой мировой войны, с декабря 1914 года, он был использовался как больница и реабилитационная клиника для солдат Германской имперской армии.

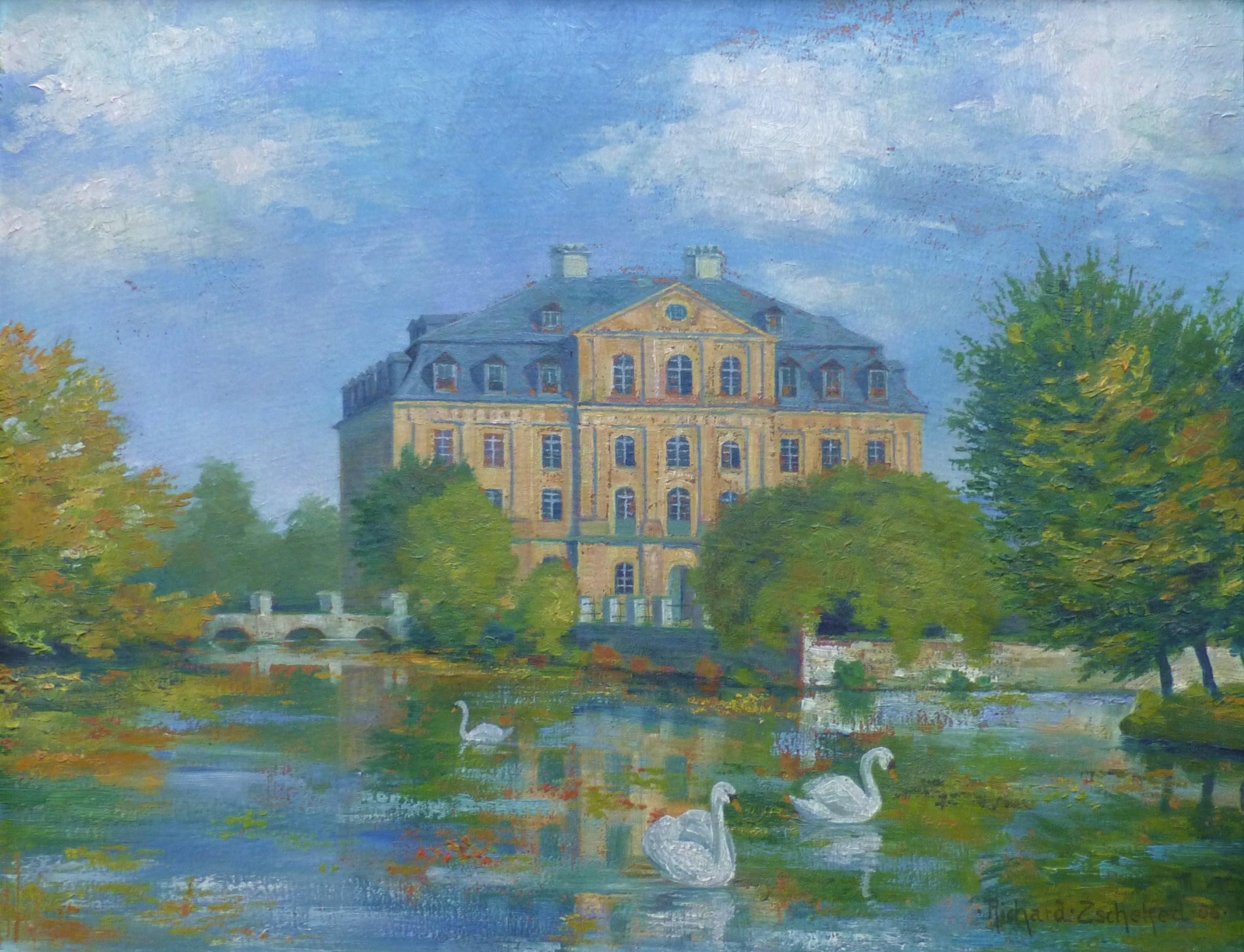
Картина Рихарда Зчекеда «Замок на воде Тинц» (1906)

8 марта 1920 года во дворце по инициативе ряда политический партий региона и профсоюзов была устроено народная средняя школа, имевшая социалистический уклон. Предполагалось, что на пятимесячных курсах «политически твёрдым» молодым социалистам будет дано систематическое образование в области социализма. Среди прочего, в школе преподавали экономику, общественные науки, историю рабочего класса, трудовое право, историю профсоюзного движения, историю искусства и литературу. Через стены школы в Тинце прошли многие известные представители германского рабочего движения, включая Карла Корша и Отто Зура. После прихода к власти в Германии национал-социалистов, народная школа была закрыта уже в марте 1933 года: за время своего существования в ней прошли обучение около 1350 человек. Национал-социалистическое правительство разместило в бывшем дворце лагерь RAD № 4-231; во время Второй мировой войны здание вновь стало военным госпиталем. 15 января 1947 года замок был передан окружному совету СЕПГ, который использовал его для проведения учебных курсов, а затем — как районной партшколу. Ров и мостовые сооружения, окружавшие замок, были зарыты в 1975 году.
С 15 января 1996 года по апрель 2010 года дворец был временным помещением окружного суда Геры — пока суд не переехал в новый центр правосудия в Старом городе. В июле 2013 года власти Геры начали реконструкцию как самого замка, так и окружающих его территорий: здание предполагалось сделать одним из кампусов высшей школы «Duale Hochschule Gera-Eisenach».

## Описание
Дворец Тинц представляет собой прямоугольное трехэтажное барочное здание с мансардной крышей; он был построен из песчаника, добытого в карьере района Фалька (Гера) — а также из камней, оставшихся от разрушенных стен замка на горе Лангенберг. Строгость фасада позволяет говорить и о чертах классицизма, свойственных зданию. Латинскую надпись «HENRICVS XXV SENIOR ME SIBI ATQVE POSTERIS AE DIFI CAVIT», напоминающую об основателе дворца, все еще можно прочитать над его центральным входом. Между дверью и крышей по-прежнему помещаются гербы дома Ройсс и Баварии.